# Patrick Argüello
Pour les articles homonymes, voir Argüello.
Patrick Argüello (30 mars 1943, San Francisco-6 septembre 1970) est un pirate de l'air américain nicaraguayen. Il est tué lors d'une tentative de détournement d'avion dont il est l'un des deux pirates.

## Biographie

### Enfance
Il naît en mars 1943 d'un père nicaraguayen et d'une mère américaine. À l'âge de 3 ans, il part habiter à Managua au Nicaragua. En 1956, le président Anastasio Somoza García est assassiné. Ses enfants, Luis et Anastasio, lancent une répression dans tout le pays. Le beau-père de Patrick, Rodolfo Argüello, et sa mère Kathleen Ryan font partie de cet exode. Ils partent se réfugier à Los Angeles. En grandissant, son opposition au régime de Somoza se renforce. Il avait vu plusieurs de ses amis du mouvement étudiant battus, arrêtés, et tués. Comme beaucoup de jeunes des sixties, il était fasciné par la révolution cubaine et par Che Guevara.

### Début de l'âge adulte
En 1967, Argüello reçoit une bourse et part étudier au Chili. C'est la période politique qui aboutira à l'élection du président socialiste Salvador Allende en 1970. Patrick est profondément affecté par le décès en août 1967 de plusieurs de ses amis à Pancasán au Nicaragua ; ils étaient membres d'un mouvement guérillero, les sandinistes. Il est aussi troublé par la mort de Che Guevara en Bolivie deux mois plus tard. 
De retour au Nicaragua, il essaie de collaborer avec le FSLN (Frente Sandinista de Liberación Nacional). Cependant, le chef des sandinistes, Carlos Fonseca, se méfie des souches américaines d'Argüello, qu'il suspecte d'être un espion. De ce fait, il limite la participation de Patrick.
En août 1969,  Patrick est mis en exil en Suisse par le gouvernement de Somoza pour ses activités contre le régime. Il continue tout de même ses activités pour les sandinistes. Au même moment, le parti cherche de nouvelles recrues pour sa guérilla. Par le biais de la Quatrième Internationale, il prend contact avec des groupes révolutionnaires palestiniens. D'avril à juin 1970, Argüello se rend en Jordanie pour recevoir un entraînement à la guérilla.
Durant l'été 1970, Patrick rejoint un groupe de palestiniens en France où il doit participer au piratage simultané de quatre avions de ligne, connu sous le nom de Dawson's Field hijackings, ce qui permettrait de faire parler de la cause palestinienne dans le monde, encore très peu connue à cette époque.

### Piratage du vol El Al 219
Argüello est accompagné pour cette opération terroriste de Leïla Khaled qui avait déjà détourné un avion l'année précédente. Ils programment de détourner un Boeing 707 du vol 219 de la compagnie israélienne El Al d'Amsterdam vers New York. Initialement quatre terroristes devaient prendre part à l’opération mais les deux autres terroristes sont interceptés par les services de sécurité avant leur embarquement. Khaled et Argüello décident quand même de poursuivre le détournement en se faisant passer pour un couple marié latinos. Argüello n'a rencontré Khaled qu'une semaine auparavant ; celle-ci ayant fait une opération de chirurgie esthétique, il ne se doute pas de son identité. Ils utilisent des passeports du Honduras.
Juste avant de commencer le piratage de l'avion, Khaled avoue son identité à Argüello, qui est surpris. Lorsque l'avion se retrouve au-dessus de la côte britannique, ils se lèvent, sortent leurs armes, se dirigent vers le cockpit et exigent de rentrer. À ce moment-là, le pilote décide de réaliser une manœuvre pour déstabiliser les deux terroristes. 
Argüello lance une grenade dans le couloir de l'appareil. Celle-ci n'explose pas et Argüello reçoit une bouteille de whisky sur la tête. Khaled tente aussi de sortir sa grenade mais, prise de panique, elle n'arrive pas à la sortir de son soutien-gorge et est appréhendée par le service de sécurité. Argüello est abattu dans l'appareil par un agent de sécurité,. Le pilote change de trajectoire et se dirige vers l'aéroport de Londres Heathrow.

## Sources
- (en) Marshall Yurow's, Volcano's Edge: The Life and Death of Patrick Argüello Ryan